# Svrabov
Svrabov település Csehországban, a Tábori járásban. Svrabov Radkov, Balkova Lhota, Tábor és Nasavrky településekkel határos. Lakosainak száma 51 fő (2024. január 1.).

## Népesség
A település lakosságának változását az alábbi diagram mutatja:
| Lakosok száma | 185  | 173  | 182  | 124  | 92   | 52   | 59   | 56   | 52   | 51   |
|               | 1869 | 1900 | 1921 | 1961 | 1980 | 2011 | 2016 | 2019 | 2021 | 2024 |